# Face Value (film fra 1918)
Face Value er en amerikansk stumfilm fra 1918 af Robert Z. Leonard.

## Medvirkende
- Mae Murray som Joan Darby
- Clarissa Selwynne som Mrs. Van Twiller
- Florence Carpenter som Margaret Van Twiller
- Wheeler Oakman som Bertram Van Twiller
- Casson Ferguson som Louis Maguire